# حزقيال غونزاليس
حزقيال غونزاليس (بالإسبانية: Juan Antonio González Crespo)‏ (27 مايو 1972 بمونتفيدو في الأوروغواي - ) هو لاعب كرة قدم أوروغواني في مركز الهجوم. شارك مع منتخب الأوروغواي لكرة القدم. أما مع النوادي، فقد لعب مع أتلتيكو مدريد وريال أوفييدو وريفر بليت ونادي غرناطة وناسيونال مونتيفيديو ونادي سيرو وBasáñez ‏ وسنترو أتلتيكو فينكس ‏.

## وصلات خارجية
- حزقيال غونزاليس على موقع ناشيونال فوتبول تيمز (الإنجليزية)